# Visnitzkopf
Der Visnitzkopf ist ein Berg in der Samnaungruppe in den Ostalpen.
Der Visnitzkopf ist 2744 m ü. M. hoch und liegt zwischen dem Bündner Ort Samnaun im Süden und dem Visnitztal und dem Tiroler Ort Kappl im Norden. Über seinen Gipfel verläuft die Grenze zwischen Österreich und der Schweiz.

## Beleg
1. ↑  Karten der Schweiz - Schweizerische Eidgenossenschaft - map.geo.admin.ch. In: map.geo.admin.ch. Abgerufen am 30. Juli 2022.